# Rohan Browning
Rohan Browning (Crows Nest, 31 december 1997) is een Australisch sprinter. Hij nam eenmaal deel aan de Olympische Zomerspelen.

## Biografie
Browning nam in 2018 deel aan de Gemenebestspelen in eigen land, waar hij nipt de finale van de 100 meter aan zich zag voorbijgaan.
In 2021 kon Browning zich kwalificeren voor de Olympische Zomerspelen van Tokio. Met een persoonlijk record van 10,01 s kon hij zich plaatsen voor de halve finale van de 100 meter. In deze halve finale eindigde hij 5e, niet voldoende om zich te plaatsen voor de finale. Zijn tijd in de reeksen was echter wel goed voor de snelste 100 meter in de Australische Olympische geschiedenis.

## Persoonlijke records
Outdoor
| Onderdeel | Prestatie | Datum            | Plaats   |
| --------- | --------- | ---------------- | -------- |
| 100 m     | 10,01 s   | 31 juli 2021     | Tokio    |
| 200 m     | 20,71 s   | 21 januari 2018  | Canberra |
| 400 m     | 47,13 s   | 23 februari 2019 | Sydney   |

## Palmares

### 100 m
- 2018: 3e in ½ fin. Gemenebestspelen - 10,26 s
- 2019: 6e in de series WK - 10,40 s
- 2021: 5e in ½ fin. OS - 10,09 s